# Vorderdarm
Als Vorderdarm (Proenteron) bezeichnet man den mundseitigen Abschnitt des Verdauungsapparats während der fetalen Entwicklung. Er reicht von der Mundbucht bis zum Mitteldarm.
Der Vorderdarm entsteht – wie auch der übrige Teil des Verdauungsapparats – aus dem Entoderm. Dieses faltet sich zunächst zur Darmrinne, welches sich zum primitiven Darmrohr schließt und damit vom Dottersack getrennt wird. Diese Darmanlage lässt sich dann in drei Abschnitte untergliedern. Der vordere Abschnitt – die vordere Darmbucht – reicht von der vorderen Darmpforte bis zur Rachenmembran (Membrana stomatopharyngealis). Diese vordere Darmbucht bildet durch Längenwachstum den Vorderdarm.
Aus dem Vorderdarm entstehen der Rachen (Pharynx), Kehlkopf, die Speiseröhre, der Magen und der vordere Teil des Zwölffingerdarms (Duodenum) bis zur Einmündung des Gallengangs. Durch Aussprossung aus dem Vorderdarm entstehen auch Luftröhre und Lungen.
Der Pharynx ist sowohl Teil des Vorderdarms als auch Teil des Kopfdarms. Letzterer setzt sich bei vielen Autoren zusammen aus der Mundhöhle und dem Pharynx. Die Definition des Kopfdarms basiert auf anatomischen Gegebenheiten.